# ريك نورتن
ريك نورتن (بالإنجليزية: Rick Norton)‏ هو لاعب كرة قدم أمريكية أمريكي، ولد في 16 نوفمبر 1943 في لويفيل في الولايات المتحدة، وتوفي في 25 يوليو 2013.